# Szjapan Puzila
Szjapan Puzila (belarussisch Сцяпан Аляксандравіч Пуціла, russisch Степан Александрович Путило ‚Stepan Aleksandrowitsch Putilo‘; * 27. Juli 1998 in Minsk) ist ein belarussischer Journalist, Blogger, Filmemacher und Fernsehmoderator. Er ist maßgeblich bekannt als Gründer des Medienprojekts Nexta, das den größten belarussischen YouTube-Kanal betreibt. Puzila lebt im Exil in Polen.

## Leben
Puzila wurde am 27. Juli 1998 in Minsk geboren. Sein Vater ist der Journalist Aljaksandr Puzila, der zuvor als Sportkommentator für die staatliche Belaruskaja Tele-Radio Campanija gearbeitet hat und seit 2008 als Autor und Moderator von Sportsendungen für den polnischen Satellitenfernsehsender Belsat tätig ist.
Er absolvierte das Jakub-Kolas-Lyzeum für Geisteswissenschaften, dem der Status einer offiziellen Schule in Belarus aberkannt wurde. Dort veröffentlichte er mehrere Ausgaben einer Lyzeumszeitung.
Von 2016 bis 2019 studierte Puzila an der Schlesischen Universität im polnischen Katowice Film- und Fernsehproduktion. Vom Herbst 2018 bis Ende Juni 2020 moderierte er eine belarussischsprachige Fernsehsendung für den polnischen Sender Belsat.

### Gründung des Medienprojekts Nexta
Im Oktober 2015 gründete Puzila den YouTube-Kanal Nexta, ursprünglich als Musikkanal. Das erste Video, das hochgeladen wurde, war ein Videoclip mit dem Titel „Es gibt keine Wahl“, der sich mit der Präsidentschaftswahl in Belarus 2015 und massiven Fälschungen beschäftigt. Nach eigenen Angaben besuchten Sicherheitsdienste daraufhin seine frühere Schule, um Informationen über ihn zu sammeln.
Im Jahr 2017 veröffentlichte Puzila auf seinem YouTube-Kanal Nexta ein Video über die Todesstrafe in Belarus, das über 5,5 Millionen Aufrufe sammeln konnte. Besonders große Bekanntheit erlangte sein 2019 publizierter Dokumentarfilm „Lukaschenko. Ein Strafregister“. Parallel dazu erweiterte Puzila ab Herbst 2018 sein Medienprojekt um einen Telegram-Kanal. Im Februar desselben Jahres versuchten belarussische Behörden aufgrund seiner Videos, ein Strafverfahren gegen Puzila wegen „Beleidigung des Präsidenten“ einzuleiten. Seitdem reist er aus Angst vor Verfolgung durch die Behörden nicht mehr nach Belarus.
Im Jahr 2020 erreichten die von Puzila gegründeten Telegram-Kanäle Nexta, Nexta Live und Luxta zusammen zeitweise mehr als drei Millionen Abonnenten. Insbesondere während der Proteste in Belarus ab 2020 gegen die gefälschte Präsidentschaftswahl spielte Nexta Live eine entscheidende Rolle als Koordinationsmedium für die Demonstranten. Auf dem Kanal fanden sich nicht nur Informationen über Polizeigewalt, sondern auch Aufrufe zu Demonstrationen oder zum Generalstreik.

### Repressionen
Im August 2020 leitete die Kriminalpolizei des Innenministeriums der Republik Belarus ein Strafverfahren gegen Puzila ein. Ihm drohen bis zu 15 Jahre Gefängnis wegen der Organisation von „Massenunruhen, begleitet von Gewalt gegen eine Person, Pogromen, Brandstiftung, Zerstörung von Eigentum oder bewaffnetem Widerstand gegen Vertreter der Behörden“. Im selben Jahr wurden Puzila und Raman Pratassewitsch, der frühere Chefredakteur von Nexta, von der belarussischen Regierung als Terroristen eingestuft – als erste Belarussen überhaupt. Die Menschenrechtsorganisation Amnesty International bezeichnete die Einstufung der Blogger als Terroristen als „willkürlich“ und erklärte, die Entscheidung der belarussischen Behörden sei allein auf die journalistische Arbeit von Puzila und Pratassewitsch zurückzuführen. Pratassewitsch wurde am 23. Mai 2021 nach der erzwungenen Landung des Ryanair-Flugs 4978 verhaftet.
Im Januar 2022 wurde bekannt, dass Puzila, zusammen mit Raman Pratassewitsch, Franak Wjatschorka und dem Blogger Anton Motolko von belarussischen Behörden in 10 Anklagepunkten verdächtigt wird. Ihnen wird vorgeworfen, eine Verschwörung zur Machtergreifung organisiert, zum Hass aufgestachelt, Massenunruhen organisiert, extremistische Formationen gebildet, Hochverrat sowie eine Reihe weiterer schwerer Straftaten begangen zu haben.
Am 26. Januar 2022 erklärte das Warschauer Bezirksgericht, dass die Auslieferung Puzilas an Belarus „rechtlich unzulässig“ sei. Das belarussische Außenministerium hatte bereits im November 2020 Puzilas Auslieferung beantragt. Der Richter Dariusz Łubowski kommentierte die Entscheidung mit den Worten: „Dieses Land verlangt die Auslieferung eines völlig unschuldigen Bürgers, nur weil er andere Ansichten hat als ein psychopathische Diktator – ein Diktator, der von keinem zivilisierten Staat anerkannt wird“. Daraufhin leitete die Generalstaatsanwaltschaft von Belarus ein Strafverfahren gegen Łubowski ein.
Im Mai 2022 wurden in Belarus gegen Puzila weitere Ermittlungen eingeleitet. Ihm wird vorgeworfen, eine „Terrororganisation“ anzuführen. Er habe demnach zusammen mit seinen Kollegen versucht, die Lage im Land zu „destabilisieren“.
Im Mai 2023 wurde Raman Pratassewitsch zu 8 Jahren verschärfter Lagerhaft verurteilt, unter anderem wegen angeblicher Organisation von Massenunruhen, öffentlicher Aufrufe zu Terroranschlägen, der Führung einer extremistischen Organisation (als solche ist «Nexta» in Belarus eingestuft), der Verleumdung und Beleidigung des Präsidenten sowie weiterer, ungenannter Vergehen. Gleichzeitig wurden zwei Mitangeklagte in Abwesenheit, Szjapan Puzila und Jan Rudik, ein weiterer leitender Redakteur des Kanals, zu Lagerhaftstrafen von 20 und 19 Jahren verurteilt. Allen warf die von der Politik abhängige Justiz die Planung einer Verschwörung zur gewaltsamen Machtergreifung vor. Nur wenige Wochen nach seiner Verurteilung wurde Pratassewitsch am 22. Mai 2023 überraschend begnadigt. Eine Begründung wurde nicht genannt. Pratassewitsch wurde nach seiner Festnahme wiederholt im belarussischen Staatsfernsehen gezeigt, wo er sich von seiner oppositionellen Tätigkeit distanzierte. Angehörige gingen davon aus, dass er seine regierungsfreundlichen Aussagen in Haft unter Druck und Folter machte.

## Auszeichnungen

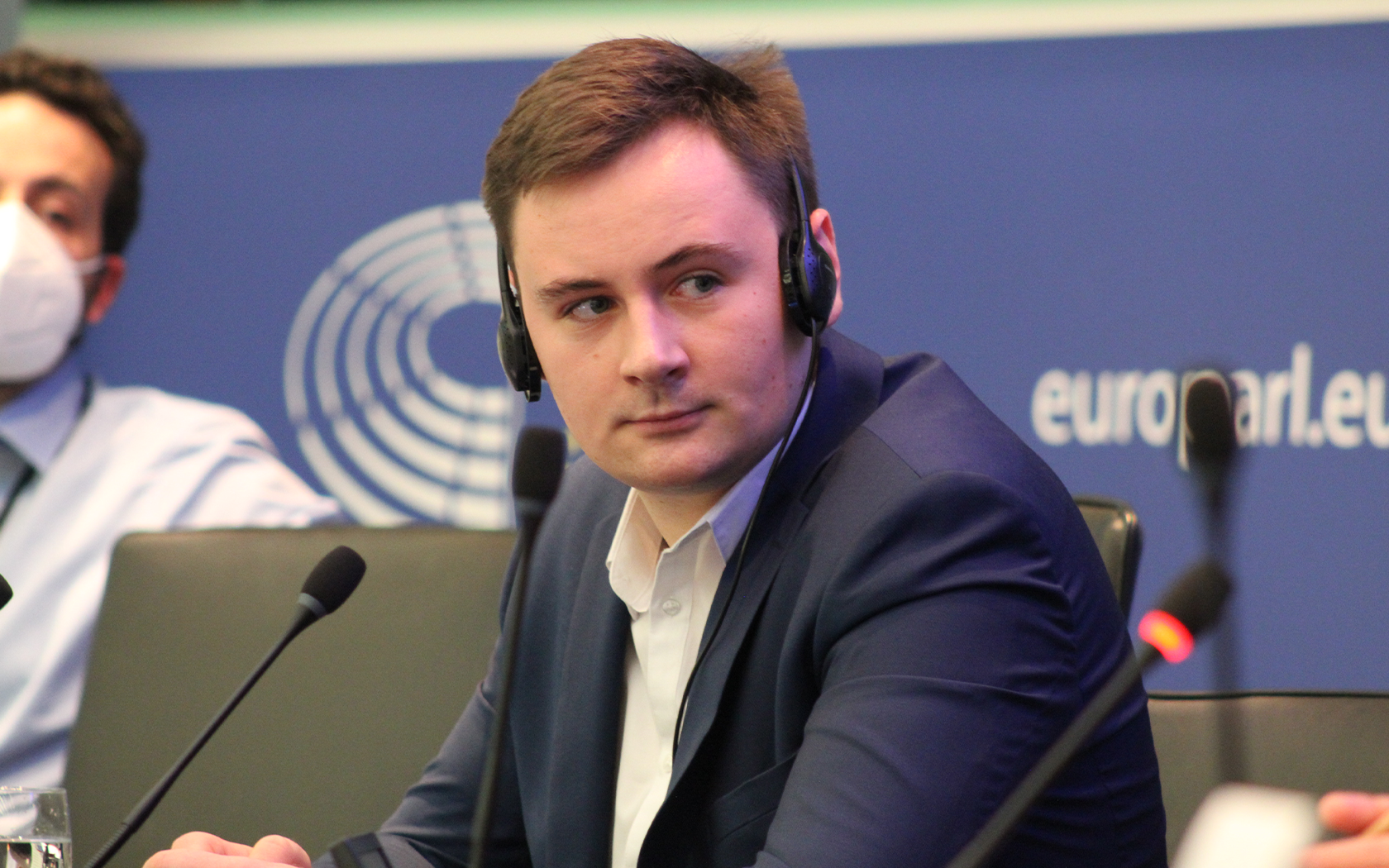
Szjapan Puzila bei der Verleihung des Sacharow-Preises 2020

- 2019: Nationaler Wiktar-Iwaschkewitsch-Menschenrechtspreis der Initiative Charta 97[19]
- 2020: Auszeichnung „Beruf: Journalist“ der Initiative „Offenes Russland“[20]
- 2020: Sacharow-Preis des Europäischen Parlaments (einer der Vertreter der demokratischen Opposition in Belarus)[21]
- 2020: Nominierter unter den Top-5 für den polnischen Grand Press Award[22]
- 2021: Nominierter unter den „30 vielversprechendsten Russen unter 30“ der Zeitschrift Forbes in der Kategorie „Neue Medien“[23]